# Jake Auchincloss
Jacob Daniel Auchincloss (nasceu a 29 de janeiro de 1988)  é um político, empresário e veterano da Marinha americana que atua como representante dos EUA no 4º distrito congressional de Massachusetts desde 2021. Ele é membro do Partido Democrata.

## Infância e educação
Auchincloss foi criado em Newton com seus dois irmãos e frequentou a Newton North High School. Ele estudou governo e economia no Harvard College, graduando-se com honras, e obteve um MBA em finanças do Instituto de Tecnologia de Massachusetts.

## Carreira

### Serviço militar
Depois de se formar na Universidade de Harvard, Auchincloss ingressou no Corpo de Fuzileiros Navais dos Estados Unidos, ganhando a sua comissão através da Escola de Candidatos a Oficiais em Quantico, Virgínia. Ele comandou a infantaria na província de Helmand em 2012 e uma unidade de reconhecimento no Panamá em 2014. Em Helmand, liderou patrulhas de combate por aldeias contestadas pelos Talibã. No Panamá, a sua equipa de fuzileiros navais de reconhecimento fez uma parceria com as operações especiais colombianas com o objetivo de treinar as Forças Públicas panamenhas em relação a estratégias para interdição de drogas.

### Governo local
Depois de voltar para casa do serviço militar, Auchincloss concorreu ao conselho da cidade de Newton numa campanha em que defendeu a disponibilidade de jardim de infância em período integral e a expansão das ofertas pré-K. Ele foi eleito em 2015, derrotando o vereador em exercício. Ele foi reeleito para o conselho municipal de Newton em 2017 e 2019. Ele presidiu a comissão de transporte e segurança pública. No cargo, ele apoiou políticas progressivas de imigração, habitação e transporte sustentável.

## Câmara dos Representantes dos EUA

### Eleições

#### 2020
Em 2 de outubro de 2019, Auchincloss anunciou sua candidatura ao vago 4º distrito congressional de Massachusetts para suceder a Joe Kennedy III, que concorreu sem sucesso ao Senado contra o democrata em funções Ed Markey.
A primária democrata ocorreu a 1 de setembro de 2020. Numa disputa com oito outros candidatos, Auchincloss venceu com 22,4% dos votos. A Associated Press demorou três dias para confirmar os resultados porque quase um milhão de votos foram enviados por correio devido à pandemia de COVID-19.
Nas eleições gerais de novembro, Auchincloss derrotou a candidata republicana Julie Hall. Ele assumiu o cargo a 3 de janeiro de 2021.

### Posse
A 6 de janeiro de 2021, após o ataque de 2021 ao Capitólio dos Estados Unidos, Auchincloss twittou o seu a apoio em relação a apelos por parte de legisladores para remover o presidente Donald Trump do cargo, seja por meio da Vigésima Quinta Emenda à Constituição dos Estados Unidos ou por meio de impeachment. Auchincloss votou para certificar os resultados das eleições presidenciais de 2020 nos Estados Unidos na madrugada de 7 de janeiro de 2021. A 21 de janeiro, ele votou para aprovar a confirmação do Congresso em relação ao general Lloyd Austin, apontado pelo presidente Joe Biden para secretário de Defesa.

### Comissões
- Comissão de Transporte e Infraestrutura
- Comissão de Serviços Financeiros[17]
- Comissão do Partido Comunista Chinês[18]